# HD 198625
HD 198625，又名BD+46 3067，SAO 50119、HR 7983，是一颗恒星，视星等为6.33，位于銀經86.28，銀緯1.71，其B1900.0坐标为赤經20h 46m 31.7s，赤緯+46° 1.71′ 18″。